# Kirov (oblast Kirov)
Kirov (Russisch: Киров) is een stad in Europees Rusland en de hoofdstad van de gelijknamige oblast. Kirov ligt aan de rivier de Vjatka, op 950 kilometer van Moskou, en is een halteplaats aan de Trans-Siberische spoorlijn. Tot 1934 heette de stad Vjatka (Вятка).
Volgens een artikel in de Pravda van 4 januari 2005 staat Kirov bekend als de "stad van tweelingen", vanwege het ongewoon hoge aantal meervoudige geboortes.

## Geschiedenis
De stad werd in 1374 gesticht als het fort Chlynov (Хлынов) door Novgorodse kolonisten. Het wordt voor het eerst vermeld als stad in 1457. In 1489 wordt Chlynov geïncorporeerd in het Grootvorstendom Moskou.
In 1781 kreeg de stad bij decreet van Catharina de Grote de naam Vjatka. In de 19e eeuw functioneerde het als politiek verbanningsoord, met de schrijvers Alexander Herzen en Michail Saltykov als bekende ballingen. Aan het eind van de 19e eeuw werd Vjatka een belangrijke halte aan de trans-Siberische spoorlijn. 
In december 1934 werd de stad genoemd naar sovjetleider Sergej Kirov, die niet lang daarvoor vermoord was. In 1993 werd in de stad een referendum gehouden over de terugkeer van de naam Vjatka. De meerderheid van de bevolking koos voor behoud van de naam Kirov.

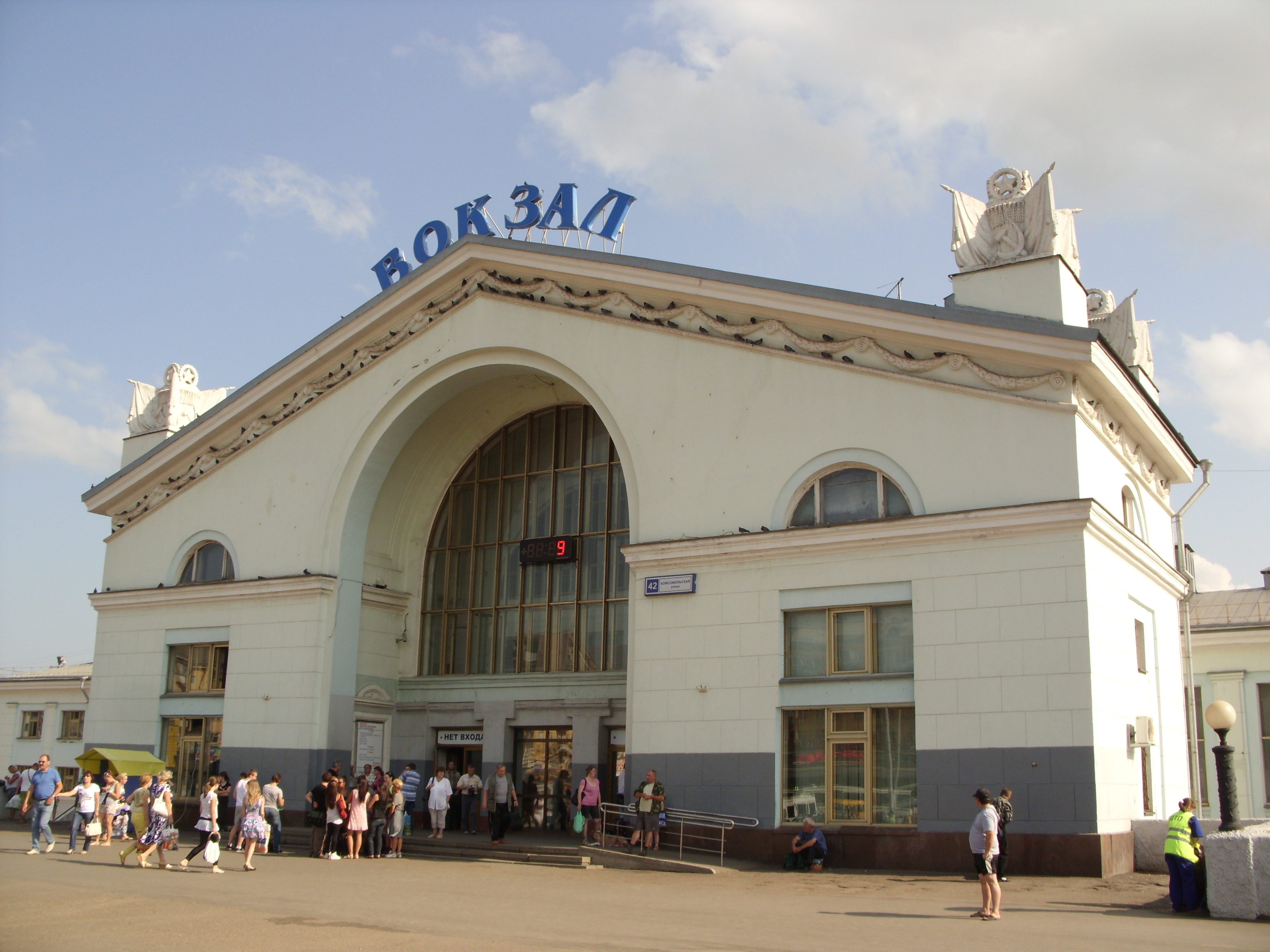
Station van Kirov

## Economie en verkeer
Kirov is een belangrijk knooppunt van spoor- en autowegen en ligt aan de hoofdlijn van de Trans-Siberische spoorweg. Ook beschikt de stad over een haven aan de Vjatka (die als zijrivier van de Kama tot het stroomgebied van de Wolga behoort) en een luchthaven. 
Als industrieel centrum is de stad vooral belangrijk voor de machinebouw en de metallurgische en typografische industrie.

## Onderwijs en cultuur
Kirov beschikt over enkele theaters (opera, ballet en drama) en musea, onder andere voor de schrijver Saltykov-Sjtsjedrin. Het oudste gebouw van de stad, de Ontslapenis van de Moeder Gods-kathedraal, dateert uit 1689.
In Kirov zijn meerdere instellingen voor hoger onderwijs gevestigd:
- Staatsuniversiteit Vjatka (voor 2001: Technische Staatsuniversiteit)
- Staatsuniversiteit voor sociale wetenschappen Vjatka
- Sociaal-economische hogeschool Vjatka
- Medische Staatsacademie Kirov

Het grootste jeugdkamp van Kirov is 'Onder het zeil van de droom', genoemd naar een Russisch sprookje. Zo'n 120 kinderen die meewerken aan hun schoolkrant verblijven een lang weekend in het nabijgelegen Orlenok. Daar krijgen zij workshops van journalisten. Vrijwilligers organiseren en begeleiden het kamp. In 2007 waren er voor het eerst vrijwilligers uit het buitenland uitgenodigd. Vier jonge mensen uit Polen, Servië, Zwitserland en Nederland gaven lessen over hun land en leerden zelf over de Russische journalistiek.

## Media
Kirov beschikt over vijf kranten. Vyatsky Kray en Progoret zijn daarvan de grootste. Progoret is een populaire krant, terwijl Vyatsky Kray meer serieus is. Deze krant is eigendom van de regering. 
In de regio zijn ongeveer vijftien televisiezenders.

## Geboren
- Maria Isakova (1920-2011), langebaanschaatsster
- Ilmar Taska (1953), filmmaker en schrijver
- Dmitri Sjakoelin (1968), basketbalspeler
- Oksana Domnina (1984), kunstschaatsster
- Anna Alminova (1985), atlete
- Jekaterina Sjichova (1985), langebaanschaatsster
- Timofej Skopin (1989), langebaanschaatser